# Rolo da massa

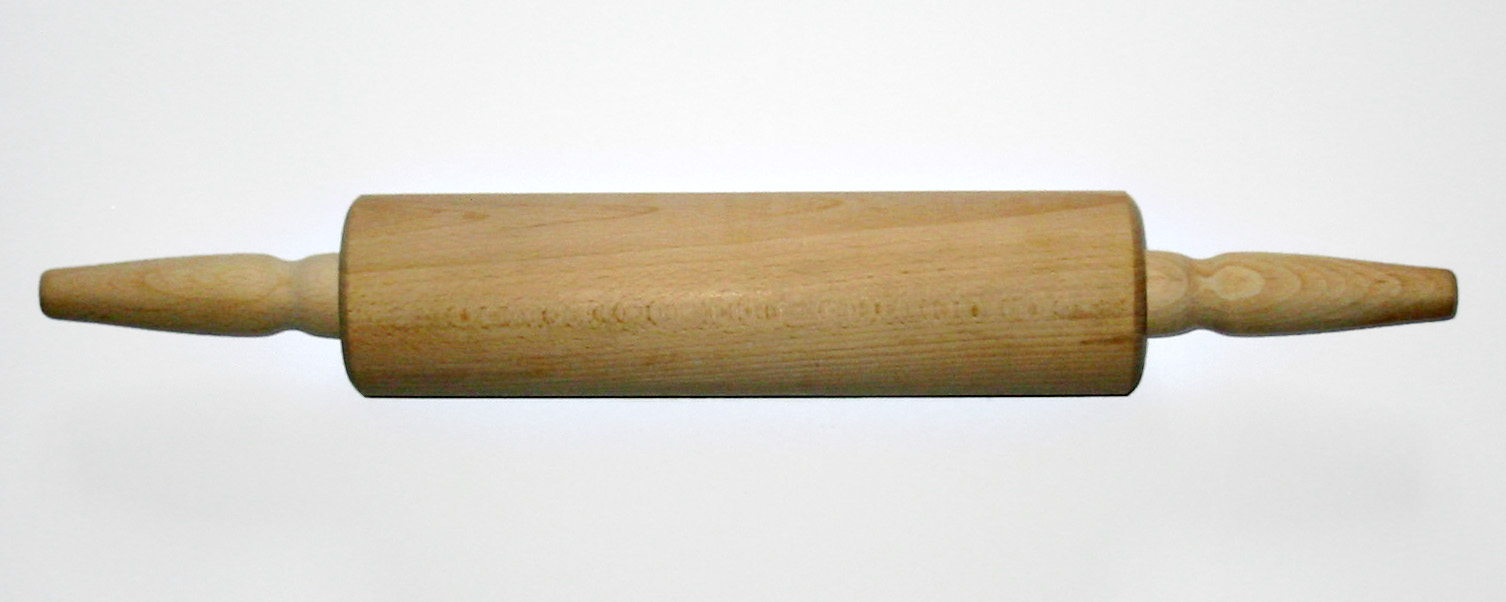
Rolo da massa feito em madeira

O rolo da massa é um utensílio culinário usado principalmente para “estender” a massa de farinha, ou seja, torná-la numa folha, para fazer pastéis ou outros alimentos que levam massa. Também pode ser utilizado para triturar certos ingredientes, como alhos ou pequenas sementes, por exemplo de cominho ou coentro, fazendo assim o serviço de um almofariz.
Como o nome indica, é um rolo com cerca de 5 cm de diâmetro, originariamente de madeira, com duas pegas nas extremidades. Existem também rolos da massa de mármore e de plástico; este último pode encher-se com água fria para certas massas que são mais fáceis de estender com um rolo frio; o de mármore pode deixar-se na geladeira para o mesmo efeito.
Na falta de rolo da massa, o mesmo trabalho pode ser feito com uma garrafa lisa, embora seja mais difícil.
Este utensílio é muitas vezes apresentado, principalmente em desenhos humorísticos, como instrumento de agressão, principalmente por mulheres. Esse rolo é muito utilizado em cozinhas para amassar a massa.

## História
O primeiro povo conhecido a fazer uso do rolo de massa foram os Etruscos. É possível que esse povo tenha migrado da Ásia Menor para o norte da Itália. Os etruscos eram hábeis agricultores e cultivavam variedades de plantas e animais nunca antes utilizados como alimentos. Suas receitas sofisticadas foram repassadas aos invasores gregos, romanos e europeus ocidentais. Para o preparo de seus pratos foram desenvolvidas uma variedade de utensílios de cozinha, dentre eles o rolo de massa.

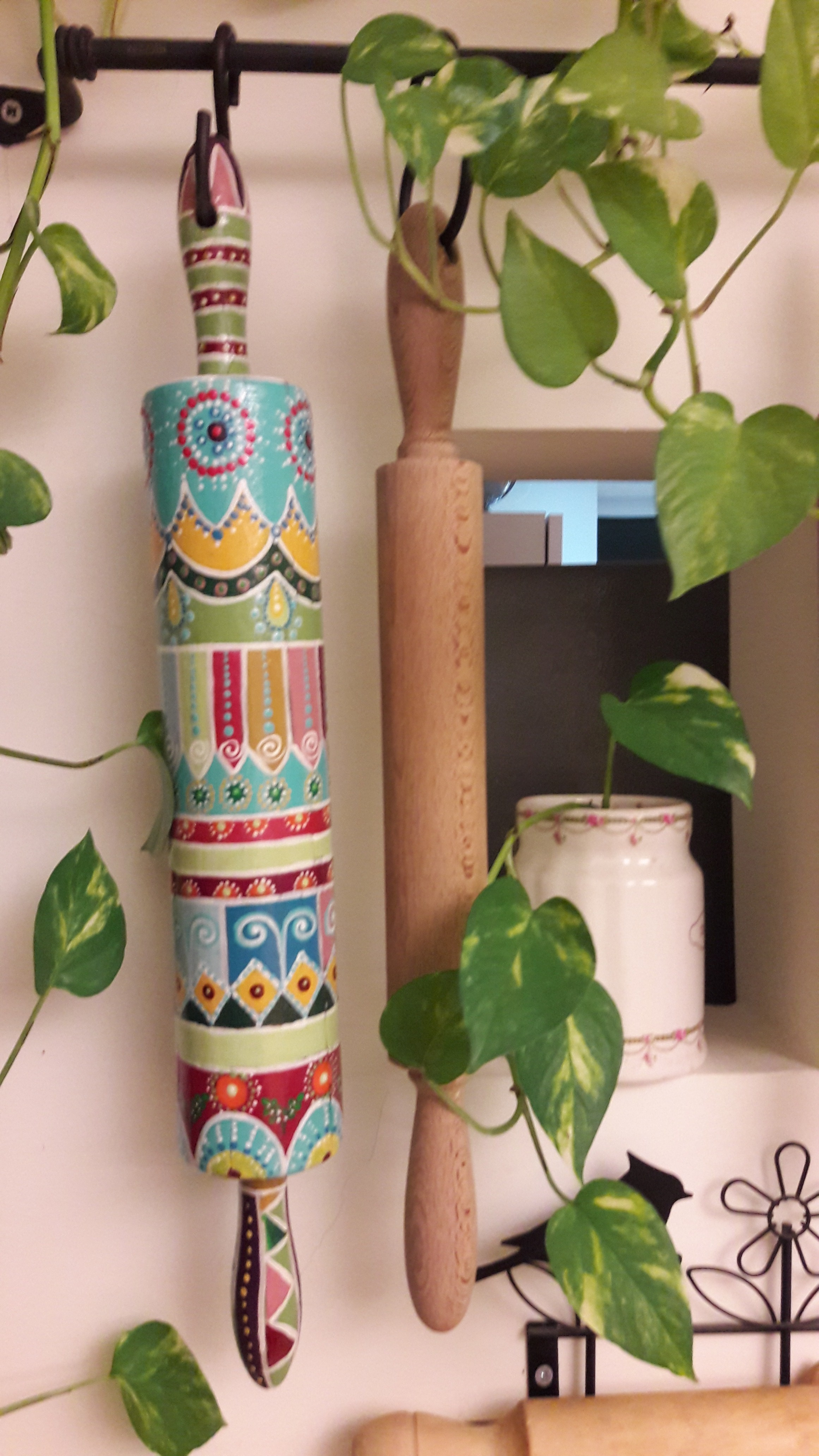
Rolo de macarrão com pintura

Diversos materiais foram usados, ao longo dos séculos, na confecção do rolo de massa, como a terracota, galhos de árvores com a casca removida e garrafas de vidros. Garrafas de vinho cheias e resfriadas fazem as vezes de rolo de massa na Itália, pois são pesadas e esfriam a massa. Rolos de porcelana são adornados com pinturas na superfície de rolamento em diversos países. Seu centro oco pode ser preenchido com água fria. Fechos de cortiça ou plástico vedam as extremidades.
Em 1884: J.W. Reed patenteou o seu rolo de massa. Um modelo com alças conectadas a uma haste central. Desse modo as mãos do cozinheiro não tocam o cilindro. Esse é o modelo amplamente conhecido na atualidade. 